# Lakkanahal, Hiriyur
Lakkanahal là một làng thuộc tehsil Hiriyur, huyện Chitradurga, bang Karnataka, Ấn Độ.